# Darnétal
Darnétal település Franciaországban, Seine-Maritime megyében. Lakosainak száma 9652 fő (2022. január 1.). Darnétal Saint-Martin-du-Vivier, Roncherolles-sur-le-Vivier, Rouen, Saint-Jacques-sur-Darnétal és Saint-Léger-du-Bourg-Denis községekkel határos.

## Népesség
A település népességének változása:
| Lakosok száma | 9515 | 9561 | 9721 | 9707 | 9773 | 9788 | 9780 | 9738 | 9652 |
|               | 2013 | 2015 | 2016 | 2017 | 2018 | 2019 | 2020 | 2021 | 2022 |